# Komorniki (Działdowo)
Komorniki (deutsch Kämmersdorf) ist ein Dorf in der polnischen Woiwodschaft Ermland-Masuren. Es gehört zur Gmina Działdowo (Landgemeinde Solddau) im Powiat Działdowski (Kreis Soldau).

## Geographische Lage
Komorniki liegt im Südwesten der Woiwodschaft Ermland-Masuren, 18 Kilometer südwestlich der früheren Kreisstadt Neidenburg (polnisch Nidzica) bzw. drei Kilometer nördlich der heutigen Kreismetropole Działdowo (deutsch Soldau i. Ostpr.).

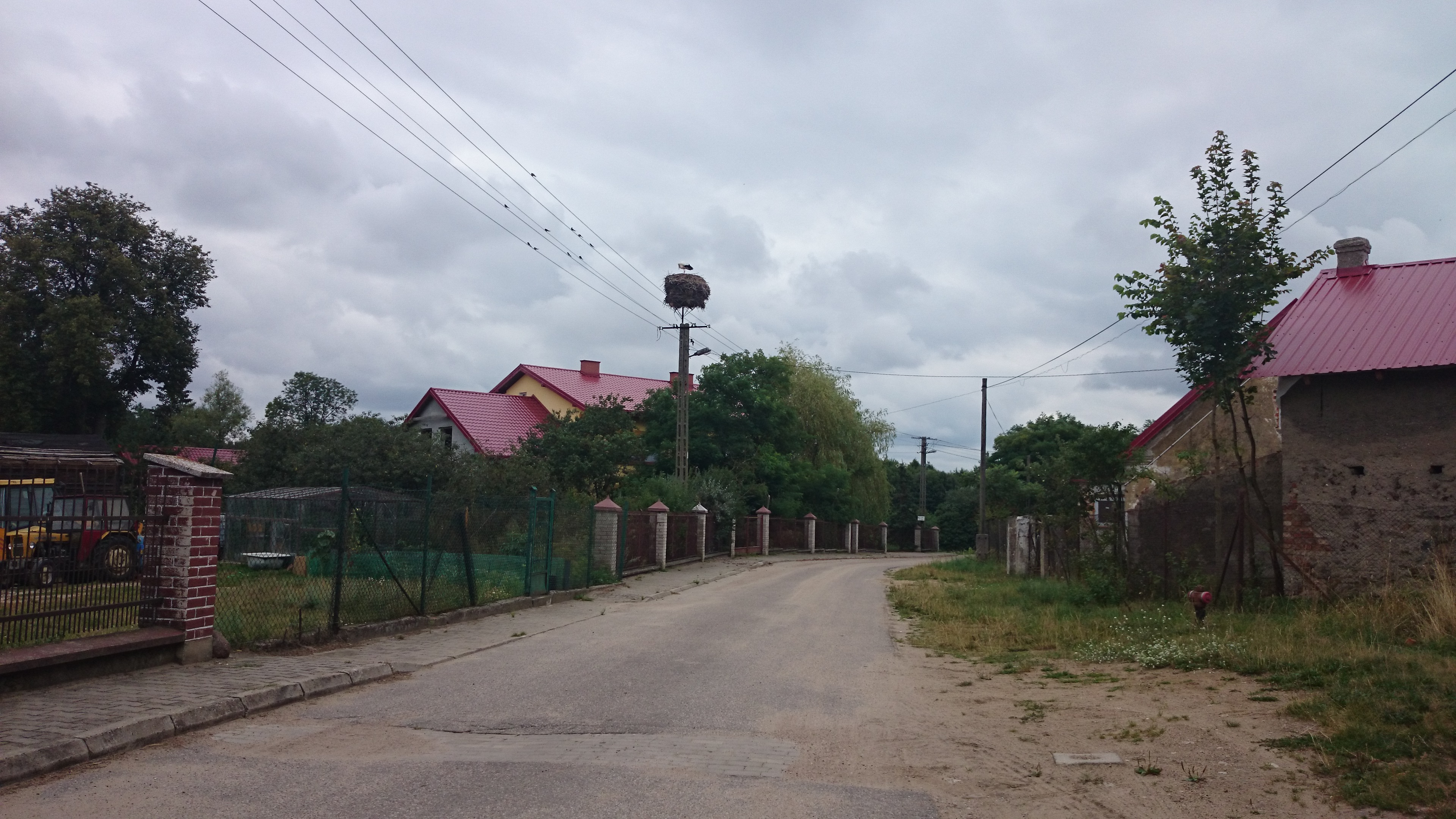
Dorfstraße (mit Storchennest) in Komorniki

## Geschichte
Der kleine Ort Kämmersdorf – vor 1912 Cämmersdorf geschrieben – wurde 1615 erstmals urkundlich erwähnt. 1874 kam das Dorf zum Amtsbezirk Scharnau (polnisch Sarnowo) im ostpreußischen Kreis Neidenburg. Im Jahre 1910 zählte Kämmersdorf 124 Einwohner.
Im Soldauer Gebiet gelegen, wurde Kämmersdorf am 10. Januar 1920 gemäß Versailler Vertrag von 1919 an Polen abgetreten. Das Dorf erhielt die polnische Namensform „Komorniki“ und zählte 1931 bereits 181 Einwohner. Am 1. August 1934 wurde es in die neugebildete Landgemeinde Gmina Działdowo eingegliedert, die am 26. Oktober 1939 zum Deutschen Reich kam. Der wieder „Kämmersdorf“ genannte Ort wurde in den Amtsbezirk Kyschienen (polnisch Kisiny) einbezogen, der am 24. April 1940 zum Kreis Neidenburg zurückkehrte.
In Kriegsfolge wurde 1945 das gesamte südliche Ostpreußen an Polen überstellt. Kämmersdorf erhielt wieder die Bezeichnung „Komorniki“ und ist heute – mit dem Sitz eines Schulzenamts (polnisch Sołectwo) – eine Ortschaft im Verbund der Gmina Działdowo (Landgemeinde Soldau) im Powiat Działdowski (Kreis Soldau), bis 1998 der Woiwodschaft Ciechanów, seither der Woiwodschaft Ermland-Masuren zugehörig. Die Zahl der Einwohner Komornikis belief sich 2011 auf 85.

## Kirche
Vor 1945 war Kämmersdorf kirchlich nach Soldau orientiert: zur evangelischen Pfarrkirche Soldau, die zur Kirchenprovinz Ostpreußen der Kirche der Altpreußischen Union bzw. zur Diözese  Soldau der Unierten Evangelischen Kirche in Polen gehörte, sowie zur römisch-katholischen St.-Adalbert-Stadtkirche.
Der Bezug zur Kreisstadt Działdowo besteht heute wieder: zur evangelischen Erlöserkirche innerhalb der Diözese Masuren der Evangelisch-Augsburgischen Kirche in Polen und – wieder – zur römisch-katholischen St.-Adalbert-Kirche im Dekanat Działdowo im Bistum Toruń.

## Verkehr
Komorniki liegt verkehrsgünstig an der Woiwodschaftsstraße 545, die die Regionen Działdowo, Nidzica (Neidenburg) und Szczytno (Ortelsburg) miteinander verbindet. 
Bis 2002 war Komorniki Bahnstation an der PKP-Linie 216 Działdowo–Olsztyn (deutsch Soldau–Allenstein). Der Haltepunkt wurde mangels Frequentierung aufgegeben. Der nächste Bahnhof ist heute der in der Stadt Działdowo.